# 摩里斯縣 (堪薩斯州)
摩里斯县（英語：Morris County，簡稱MR）是位於美國堪薩斯州中部偏東的一個縣。面積1,820平方公里。根據美國2000年人口普查估計，共有人口6,104人。縣治康瑟爾格羅夫（Council Grove）。
成立於1855年8月30日，原名懷斯縣，1859年2月11日改名。縣名紀念參議員湯瑪斯·莫里斯。